# Слот (річка)
Слот — річка в Україні, в межах Семенівського та Корюківського районів Чернігівської області. Ліва притока Ревни (басейн Десни).

## Опис
Довжина 42 км, площа басейну 363 км². Річка типово рівнинна. Долина коритоподібна, завширшки до 2—2,5 км. Заплава широка, місцями заболочена. Річище слабозвивисте, завширшки до 6—8 м, завглибшки до 1,5 м, на окремих ділянках каналізоване. Похил річки 0,9 м/км.

## Розташування
Слот бере початок у лісовому масиві, на схід від села Шведчина. Тече переважно на захід, у пониззі — на північний захід і північ. Впадає до Ревни на північний захід від села Баранівки.

## Основні притоки
Мойсеївка (права); Лубна, Перелюбка (ліві).